# حلقه جادویی

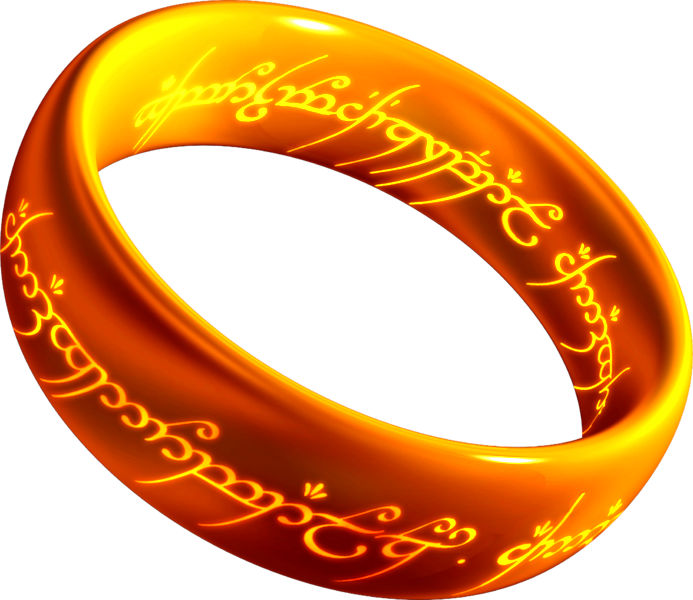
«حلقه یگانه» تخیلی در داستان هابیت و ارباب حلقه‌ها. در این آثار انگشتر صاحب خود را نامرئی می‌کند.

حلقه جادویی یک انگشتر اسطوره‌ای، فولکلور یا تخیلی است که دارای خواص یا قدرت‌های ماوراء طبیعی می‌باشد. اغلب در فانتزی‌ها و افسانه‌ها ظاهر می‌شود. حلقه‌های جادویی در فولکلور هر کشوری که از حلقه استفاده می‌شود یافت می‌شود. برخی از حلقه‌های جادویی می‌توانند توانایی‌های مختلفی از جمله نامرئی شدن و جاودانگی را به صاحب خود هدیه دهند. برخی حلقه‌های دیگر می‌توانند آرزوها یا جادوهایی مانند عشق بی‌پایان و شادی را برآورده کنند. گاهی اوقات، حلقه‌های جادویی ممکن است نفرین شده باشند، مانند حلقه اسطوره‌ای که سیگورد از گنجینه کرم فافنیر در اساطیر اسکاندیناوری پیدا کرد(pp۱۴, ۵۷–۵۹) یا حلقه افسانه‌ای که در ارباب حلقه‌ها دیده می‌شود. با این حال، بیشتر اوقات، این حلقه‌ها به عنوان نیروی خوب یا به عنوان یک ابزار خنثی که ارزش آن به استفاده‌کننده آن بستگی دارد، نشان داده شده‌است.
انگشتر انتخاب مناسبی برای یک شیء جادویی است: زینتی، متمایز و اغلب منحصر به فرد، شیءای که به انگشت می‌شود، به شکلی که اغلب دارای خواص عرفانی (دایره‌ای) است و می‌تواند منقوش به سنگی جادویی باشد. در نهایت در دور انگشت قرار می‌گیرد که به راحتی می‌توان به سمت هدف اشاره کرد.